# Fabrice Asencio
Pour les articles homonymes, voir Asensio.
Fabrice Asencio est un footballeur français, reconverti dans la direction de clubs professionnels, né le 1er août 1966 à Tulle et mort le 3 octobre 2016 à Dijon.

## Biographie
Après un passage par l'INF Vichy, Fabrice Asencio joue la quasi-totalité de sa carrière professionnelle dans des clubs de deuxième division, étant dans chacun de ces clubs, un pilier de l'équipe (une trentaine de matchs par saison). Avec l'ES Wasquehal, il finit vice-champion du Championnat de France de National en 1997 et contribue ainsi à faire monter l'équipe en D2.
Après la fin de sa carrière, Fabrice Asencio va rejoindre l'AC Arles-Avignon dans lequel il occupe successivement plusieurs postes dans le recrutement et la direction sportive. En 2012, il obtient un diplôme universitaire de manager général de clubs professionnels au Centre de droit et d'économie du sport de Limoges. En juin 2014, il rejoint l'encadrement technique de l'Évian Thonon Gaillard Football Club, où il devient entraîneur adjoint chargé de la supervision des adversaires auprès de Pascal Dupraz,.